# Brevipalpus incarnatae
Brevipalpus incarnatae är en spindeldjursart som beskrevs av Baker och James P. Tuttle 1987. Brevipalpus incarnatae ingår i släktet Brevipalpus och familjen Tenuipalpidae. Inga underarter finns listade.